# Trichosilia nigrita
Trichosilia nigrita là một loài bướm đêm trong họ Noctuidae.